# C-VM i håndbold 1988 (mænd)
C-Verdensmesterskabet i håndbold for mænd 1988 var det syvende C-VM i håndbold for mænd, og turneringen med deltagelse af ni hold afvikledes i Portugal i perioden 6. – 14. februar 1988. Portugal var C-VM-værtsland for tredje gang. Turneringen fungerede som den europæiske kvalifikation til B-VM 1989, og holdene spillede om tre ledige pladser ved B-VM.
Turneringen blev vundet af Holland, som i finalen besejrede Israel med 23-22, og som dermed kvalificerede sig til B-VM sammen med vinderen af bronzekampen, Østrig.

## Resultater
De ni deltagende hold var inddelt i to grupper – en gruppe med fire hold og en gruppe med fem hold, og i hver gruppe spillede holdene en enkeltturnering alle-mod-alle. De to bedst placerede hold i hver gruppe gik videre til semifinalerne. Treerne spillede videre i kampen om 5.-pladsen, mens firerne spillede om 7.-pladsen.

### Indledende runde

#### Gruppe A
| Dato  | Kamp                  | Res.  | Pause | Spillested |
| ----- | --------------------- | ----- | ----- | ---------- |
| 6.2.  | Italien – Luxembourg  | 28–13 | 13-60 | Guimarães  |
| 7.2.  | Israel – Portugal     | 19–17 |       | Guimarães  |
| 8.2.  | Israel – Luxembourg   | 27–18 | 13-70 | Guimarães  |
| 10.2. | Italien – Portugal    | 23–16 | 12-80 | Pevidém    |
| 11.2. | Israel – Italien      | 18–17 | 9-8   | Pevidém    |
| 11.2. | Portugal – Luxembourg | 22–12 | 11-40 | Pevidém    |

| Gruppe     | Kampe | Mål   | Point |
| ---------- | ----- | ----- | ----- |
| Israel     | 3     | 64-52 | 6     |
| Italien    | 3     | 68-47 | 4     |
| Portugal   | 3     | 55-54 | 2     |
| Luxembourg | 3     | 43-77 | 0     |

#### Gruppe B
| Dato  | Kamp                     | Res.  | Pause | Spillested |
| ----- | ------------------------ | ----- | ----- | ---------- |
| 6.2.  | Holland – Tyrkiet        | 28–19 | 15-80 | Guimarães  |
| 6.2.  | Belgien – Storbritannien | 28–18 | 14-80 | Guimarães  |
| 7.2.  | Østrig – Tyrkiet         | 20–19 | 09-11 | Guimarães  |
| 7.2.  | Holland – Storbritannien | 34–12 | 16-70 | Guimarães  |
| 8.2.  | Belgien – Østrig         | 21–15 | 9-4   | Guimarães  |
| 8.2.  | Tyrkiet – Storbritannien | 28–11 |       | Guimarães  |
| 10.2. | Holland – Belgien        | 19–19 | 10-12 | Pevidém    |
| 10.2. | Østrig – Storbritannien  | 37–15 | 24-50 | Pevidém    |
| 11.2. | Tyrkiet – Belgien        | 21–19 | 7-8   | Pevidém    |
| 11.2. | Østrig – Holland         | 18–15 | 11-60 | Pevidém    |

| Gruppe         | Kampe | Mål     | Point |
| -------------- | ----- | ------- | ----- |
| Østrig         | 4     | 90-70   | 6     |
| Holland        | 4     | 96-68   | 5     |
| Belgien        | 4     | 87-73   | 5     |
| Tyrkiet        | 4     | 87-78   | 4     |
| Storbritannien | 4     | 056-127 | 0     |

### Placerings- og finalekampe
| Dato               | Kamp                 | Res.               | Pause              | Spillested         |
| Kamp om 7.-pladsen | Kamp om 7.-pladsen   | Kamp om 7.-pladsen | Kamp om 7.-pladsen | Kamp om 7.-pladsen |
| ------------------ | -------------------- | ------------------ | ------------------ | ------------------ |
|                    | Tyrkiet – Luxembourg | 23–19              | 11-12              | Pevidém            |
| Kamp om 5.-pladsen |                      |                    |                    |                    |
|                    | Portugal – Belgien   | 22–21              | 14-12              | Pevidém            |
| Semifinaler        |                      |                    |                    |                    |
| 13.2.              | Holland – Italien    | 22–17              | 07-11              | Pevidém            |
| 13.2.              | Israel – Østrig      | 18–17              | 8-7                | Pevidém            |
| Bronzekamp         |                      |                    |                    |                    |
| 14.2.              | Østrig – Italien     | 26–19              | 11-90              | Pevidém            |
| Finale             |                      |                    |                    |                    |
| 14.2.              | Holland – Israel     | 23–22              | 09-10              | Pevidém            |

### Samlet rangering
| Samlet rangering | Samlet rangering |
| ---------------- | ---------------- |
| 1.               | Holland          |
| 2.               | Israel           |
| 3.               | Østrig           |
| 4.               | Italien          |
| 5.               | Portugal         |
| 6.               | Belgien          |
| 7.               | Tyrkiet          |
| 8.               | Luxembourg       |
| 9.               | Storbritannien   |